# Jean-Louis Olry
Jean-Louis René Olry (ur. 6 sierpnia 1946 w Montrouge) – francuski kajakarz górski. Brązowy medalista olimpijski z Monachium.
Zawody w 1972 były jego jedynymi igrzyskami olimpijskimi (kajakarstwo górskie w tym roku debiutowało na igrzyskach, do programu wróciło jednak dopiero w 1992). Zajął trzecie miejsce w rywalizacji kanadyjkarzy w dwójce, partnerował mu brat Jean-Claude. Zdobył trzy medale mistrzostw świata. Triumfował w 1969 w dwójce kanadyjkowej i był trzeci w drużynowej rywalizacji. W 1967 zajął trzecie miejsce w drużynie w kajakowych jedynkach.